# Iglesia de Santa Lucía (Arroyo de Cuéllar)

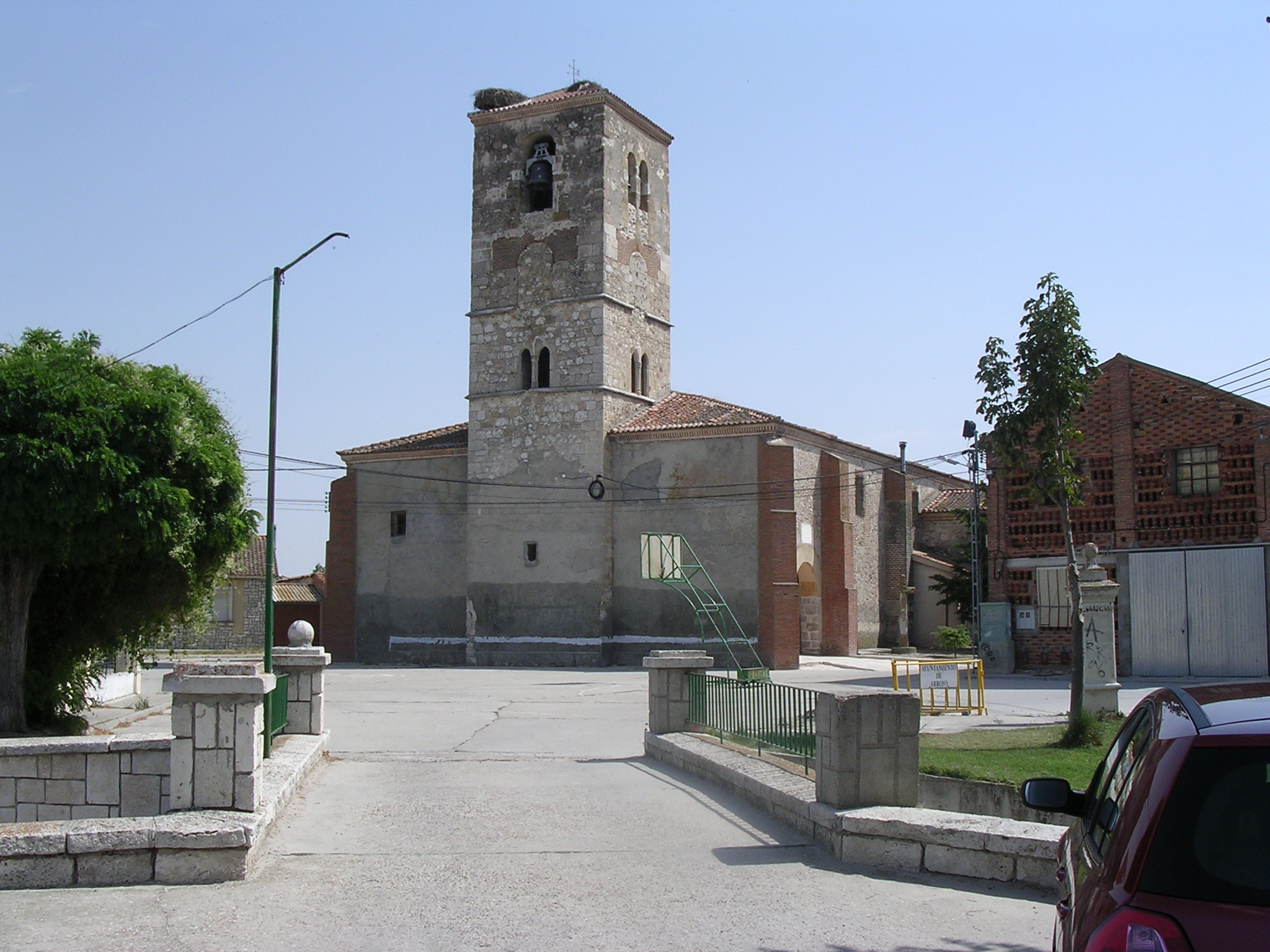
Iglesia de Santa Lucía.

La iglesia de Santa Lucía es un edificio de culto católico ubicado en la localidad de Arroyo de Cuéllar, perteneciente al municipio de Cuéllar, en la provincia de Segovia, en la comunidad autónoma de Castilla y León.
Se trata de la iglesia parroquial de la localidad. Fue construida en estilo románico, conservando de este arte únicamente la torre de mampostería en el cuerpo y sillería en las esquinas, estando compuesta de tres pisos o alturas con ventanales. El resto del conjunto arquitectónico corresponde a las reformas efectuadas en los siglos XVII y XVIII, periodo al que pertenece la bóveda interior, de estilo churrigueresco, que junto a la torre constituye uno de los aspectos más destacables del conjunto.
En su interior destaca la cruz parroquial, realizada en plata en el año 1871.